# Manuel Bochalis
Manuel Bochalis (en albanés: Manuel Bokali, en griego: Μανουήλ Μποχάλης) fue un comandante militar albanés al servicio del Despotado de Morea y la República de Venecia.
Era yerno del mesazonte Jorge Paleólogo. En 1453 fue gobernador de Leontari en Arcadia, pero en la revuelta de Morea de 1453-1454 luchó contra el déspota Tomás Paleólogo, fue derrotado y cegado. En 1459, durante la guerra civil entre Tomás Paleólogo y su hermano y co-déspota, Demetrio Paleólogo, Bochalis se alió con este último. Junto con su suegro capturó Leontari, la capital de Tomás Paleólogo, pero se vio obligado a abandonar la ciudad, sufriendo numerosas bajas, una vez que Tomás llegó con su ejército.
Durante la invasión otomana del Despotado en 1460, Bochalis lideró la defensa del castillo de Gardiki, donde habían huido los habitantes de Leontari. Cuando llegaron los otomanos, el sultán Mehmed II ofreció términos, pero Bochalis los rechazó. Sin embargo, la multitud de refugiados, unos seis mil, hizo imposible una resistencia prolongada: en el calor extremo del verano, el agua y los suministros se consumieron rápidamente, y después de solo un día de resistencia al asalto otomano, Bochalis se rindió a cambio de promesas de seguridad. A pesar de la promesa de no hacerles daño, Mehmed ordenó que todos los defensores, incluidas las mujeres y los niños, fueran ejecutados. Bochalis y su familia se salvaron gracias a la intervención del gran visir Mahmud Pasha Angelović, que era primo segundo de la esposa de Bochalis. Con la ayuda de Mahmud, Bochalis y su familia, incluido su suegro Jorge Paleólogo, fueron escoltados, mataron a sus guardias otomanos y escaparon a Corfú, desde donde se trasladaron al Reino de Nápoles.
Durante la Primera Guerra otomano-venecia, Bochalis regresó para luchar por la República de Venecia en Morea, pero fue capturado en 1468 por los otomanos en Kalamata y ejecutado por empalamiento.